# Nederrijn

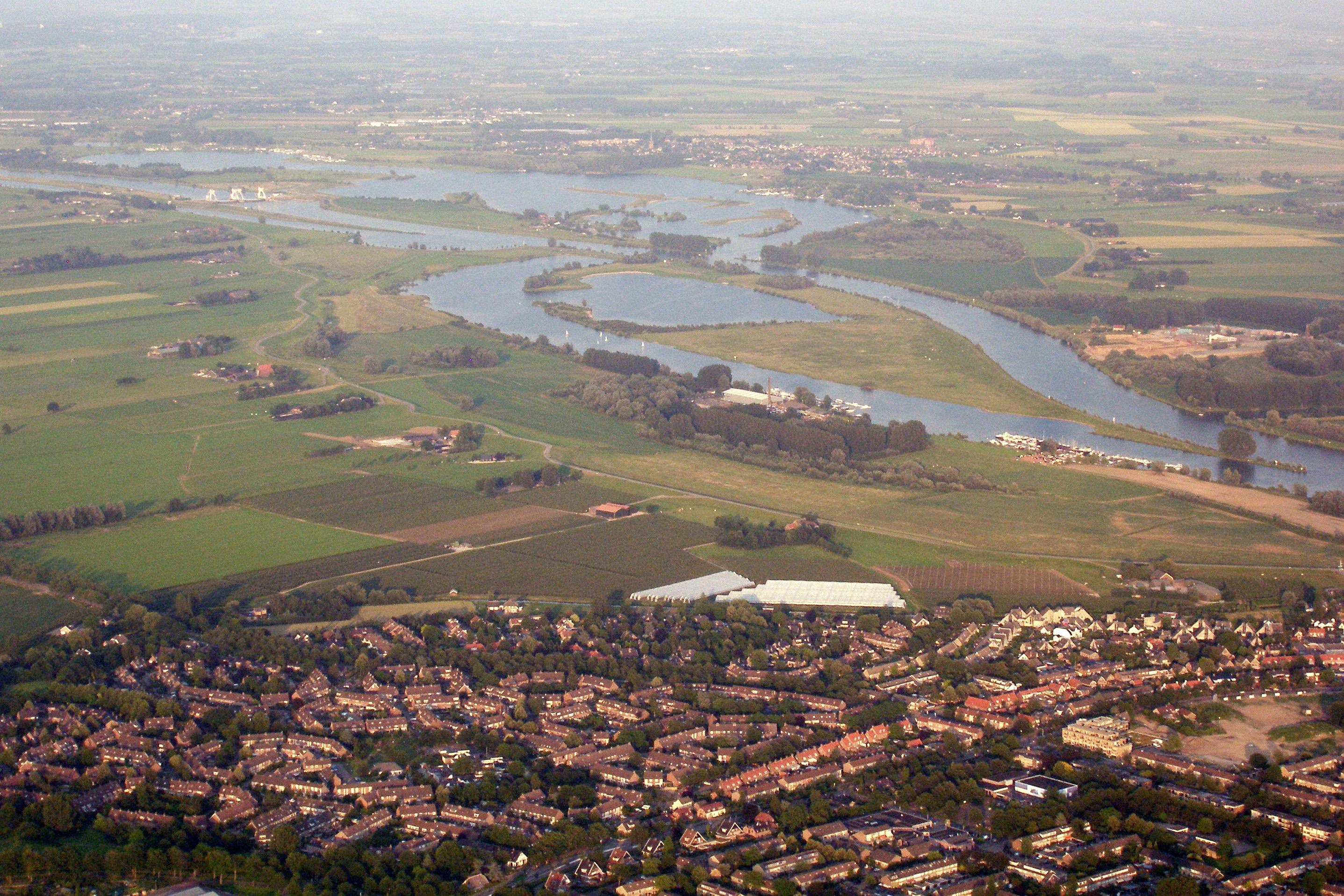
Der Nederrijn oberhalb von Wijk bij Duurstede

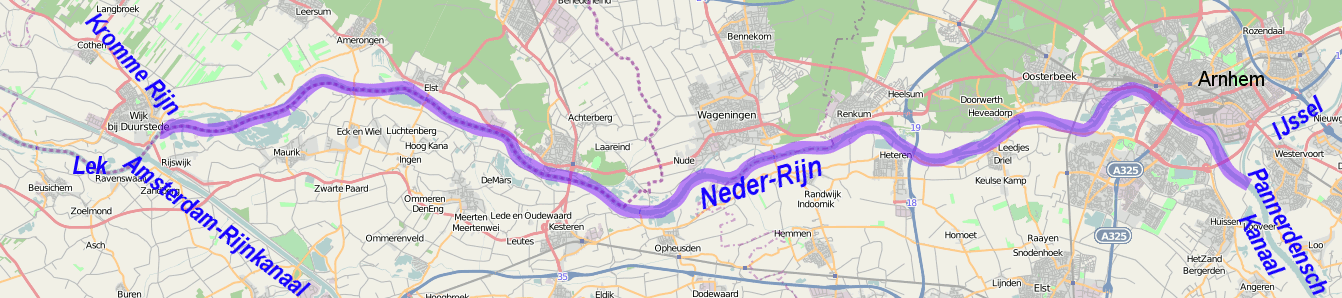
Verlauf des Nederrijn

Der Nederrijn (Niederrhein) war ursprünglich der eigentliche in den Niederlanden ab der deutsch-niederländischen Grenze bei Spijk bis zur Mündung in die Nordsee bei Katwijk fließende Rhein. Heute ist nur noch ein mittlerer Teil davon von Bedeutung. An dessen unterem Ende fließt sein Wasser fast vollständig im Lek, einem linken und ursprünglich nur kleinen Mündungsarm, ins heute sogenannte Rhein-Maas-Delta weiter. Das restliche Wasser wird auf etwa halben Weg (Kromme Rijn) nach rechts (Norden) zum IJsselmeer abgeleitet. Der restliche Flussteil bis zur Nordsee trägt die Namen Leidse Rijn oder/und unterer Oude Rijn und ist ein Stillgewässer geworden. Am Anfang seines noch bedeutenden mittleren Teils wird der Nederrijn seit 1707 über den Pannerdens-Kanal aus der Waal gespeist. Diese war ursprünglich nur ein kleiner und schon an der deutsch-niederländischen Grenze aus dem Rhein weg- und nach links in die Maas führender Zweig. Nach der Zweiten Elisabethenflut 1421 war die Waal zum Hauptabfluss des Rheins geworden. Auf dem vor allem an seinem Anfang stark mäandernden Nederrijn war die Schifffahrt infolge Wassermangels und Versanden stark behindert. Nach dem Öffnen des Pannerdens-Kanals wurde der Nederrijn bei Tolkamer von der Waal abgetrennt. Sein alter Anfangsteil (oberer Oude Rijn) ist heute ein Stillgewässer im Naturgebiet der Rijnstrangen. Er erhält noch etwas Wasser aus dem Bach Wild und endet als De Keel in etwa der Mitte des Pannerdens-Kanals. Der Anfangsteil (etwa 9 km) der Waal bis zum Abzweigen des Pannerdens-Kanals wird heute als Boven-Rijn (oberer Rhein) bezeichnet. An der Zweigstelle fließen zwei Drittel des Rheinwassers in die Waal und ein Drittel in den Pannerdens-Kanal/Nederrijn. Von diesem einen Drittel fließt wieder ein Teil am Ende des Pannerdens-Kanal nach rechts (Norden) über die gelderländische IJssel zum IJsselmeer ab.

## Weitere Einzelheiten

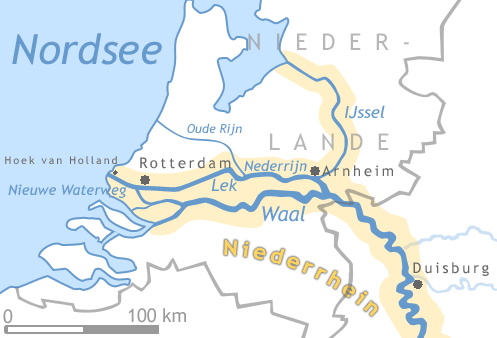
Karte des Niederrheins mit dem Nederrijn in der Mitte

Zur Regulierung der Wassermenge in Nederrijn und IJssel wurden insgesamt drei Sperrwerke bei Driel und Amerongen sowie im Lek bei Hagestein gebaut. Jeweils zwei große halbkreisförmige Sperrtore können dazu bei Bedarf in den Fluss abgesenkt werden.
Die Verzweigung des Nederrijns in Lek und Kromme Rijn findet in Wijk bij Duurstede statt. Die Bezeichnung als Lek gilt aber erst ab der kurz danach erfolgenden Kreuzung mit dem Amsterdam-Rhein-Kanal.
Schon zwischen 1530 und 1536 wurde der Verlauf des Nederrijns bei Arnheim so verändert, dass die Stadt am Strom zu liegen kam. Dadurch konnte sie, die am Bach Sint-Jansbeek entstanden war, sich nicht nur in Geldrischen Fehden besser verteidigen, sondern wegen verbesserter Handelsrouten auch nachhaltig entwickeln. Arnheim ist heute die größte Stadt am Nederrijn.
An Brücken über den Nederrijn gibt es bei Arnheim drei Straßen- und eine Eisenbahnbrücke, bei Heteren die Autobahnbrücke (A50) und bei Rhenen eine Straßenbrücke. Fähren verkehren bei Doorwerth, Wageningen, Opheusden, Elst und Amerongen.

## Galerie

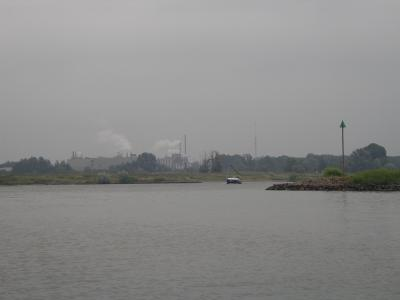
Nederrijn bei Renkum
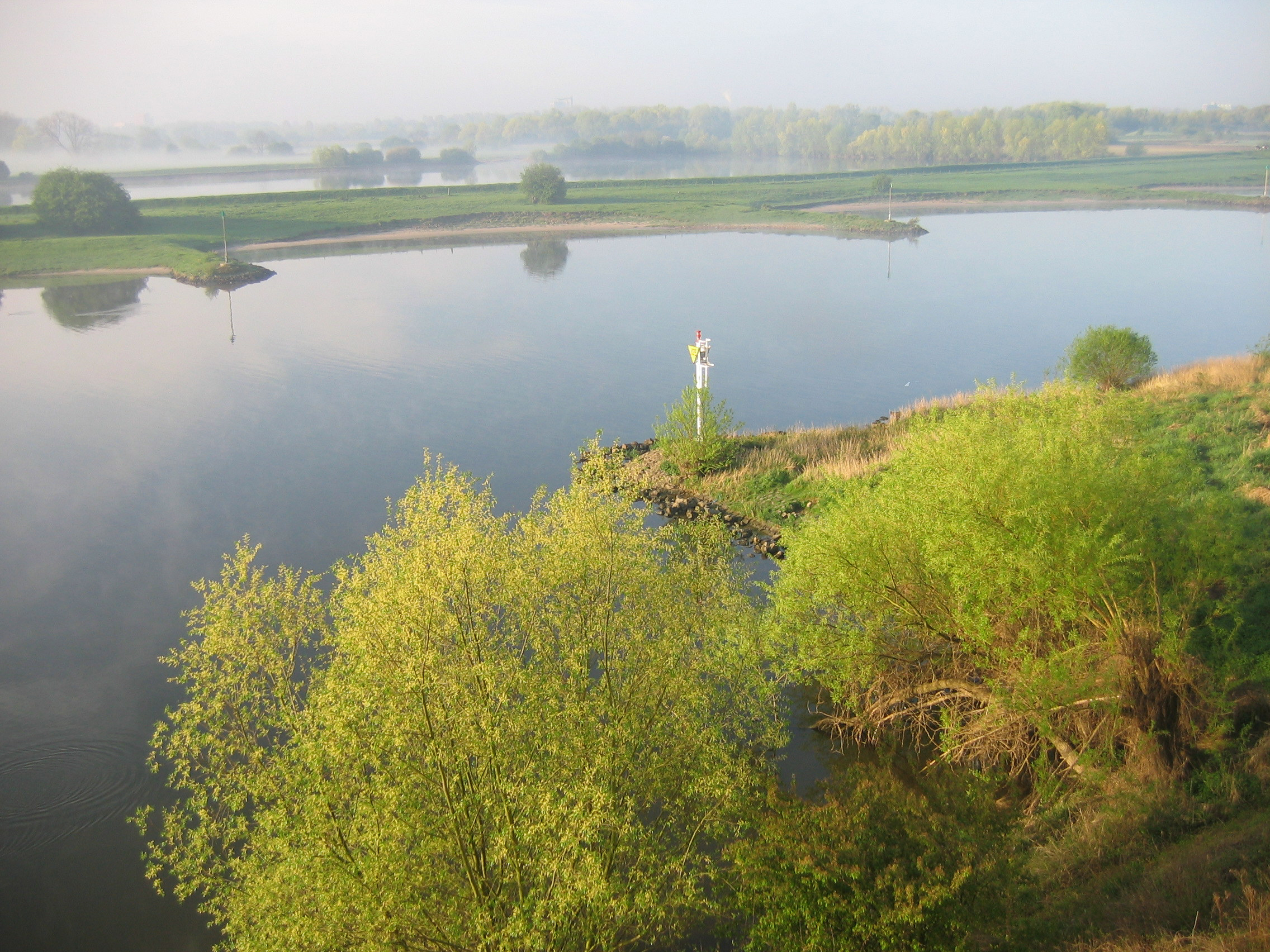
Nederrijn bei Arnhem
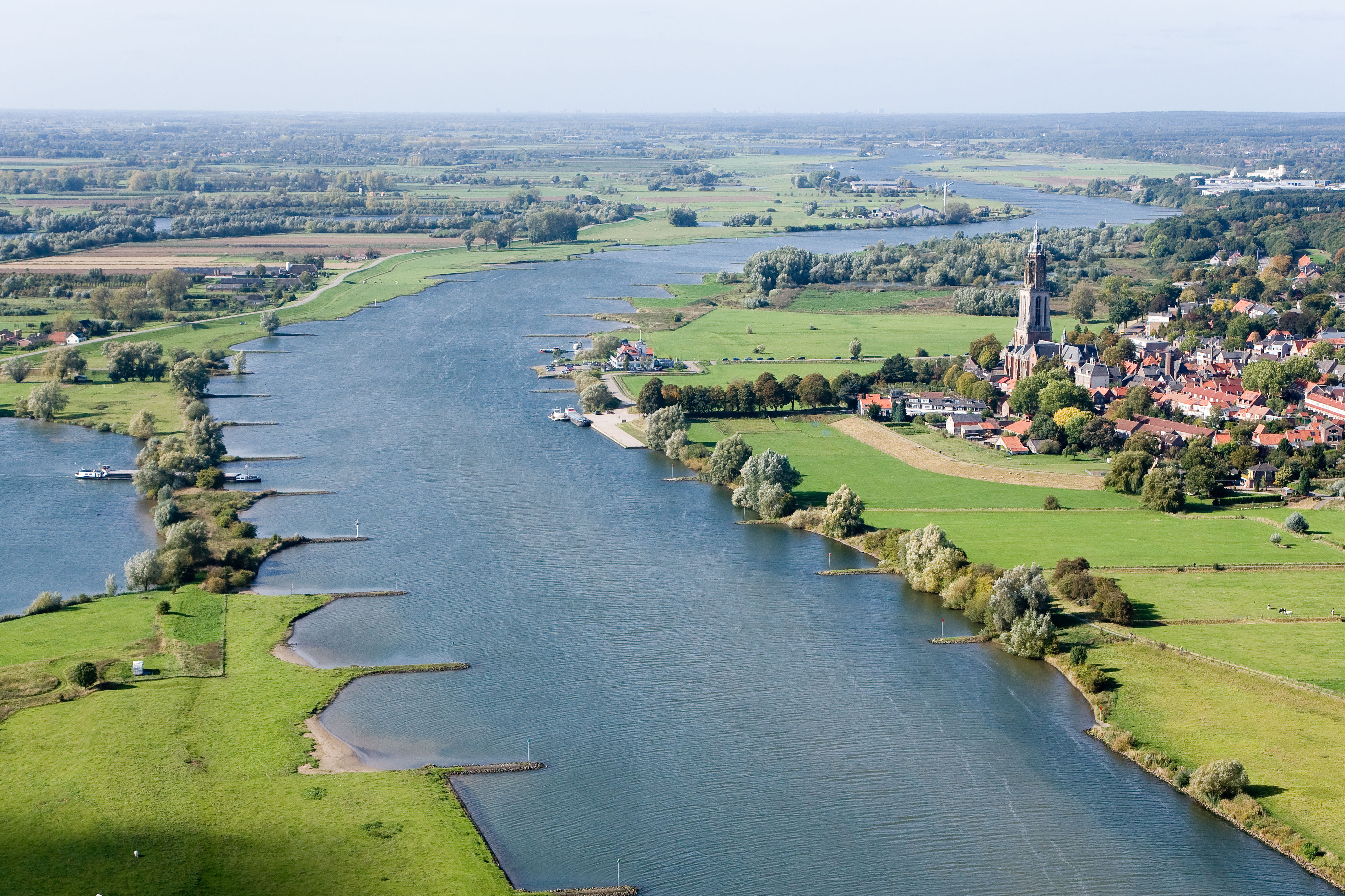
Luftaufnahme des Nederrijn bei Rhenen
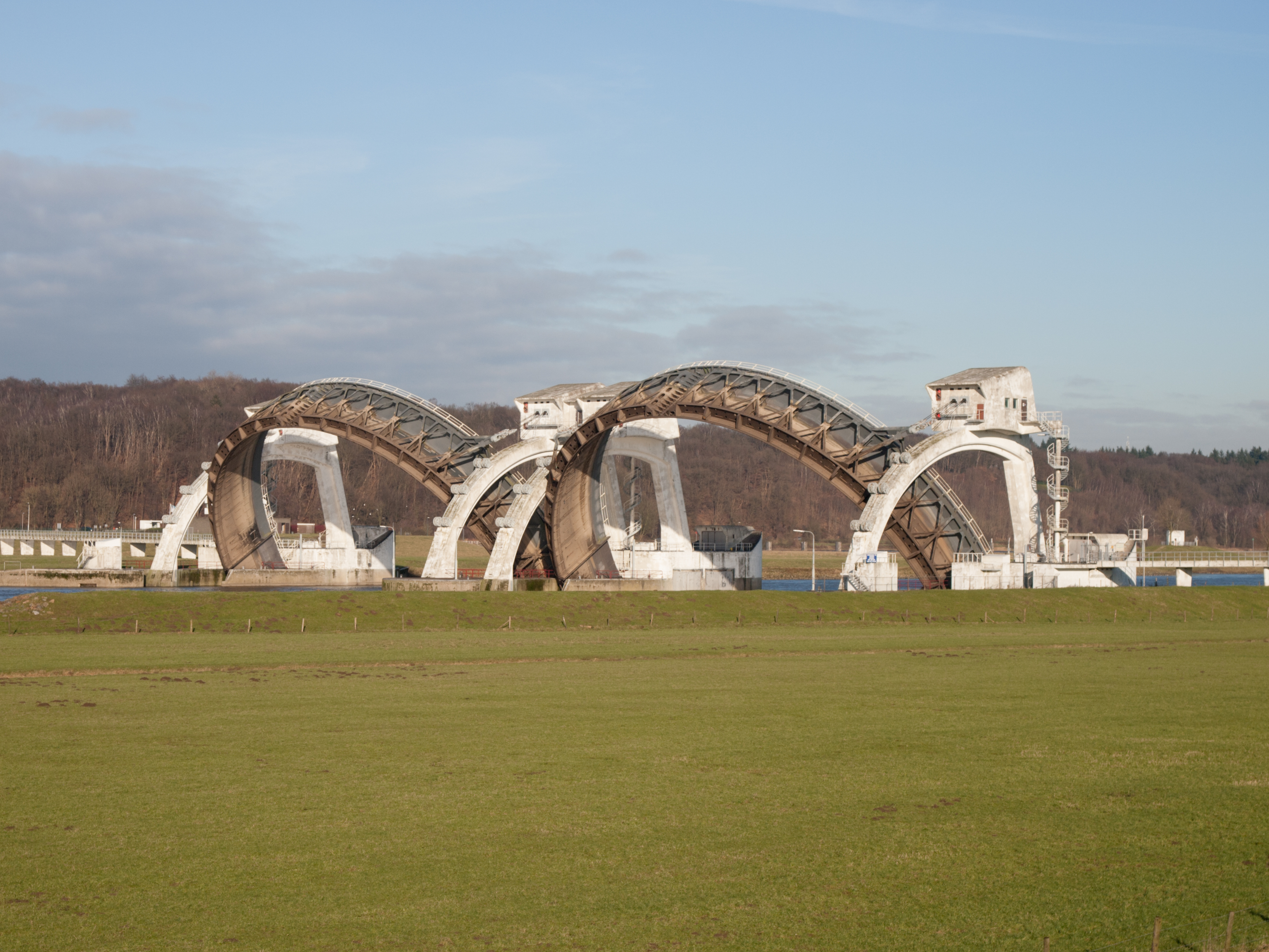
Sperrwerk bei Driel
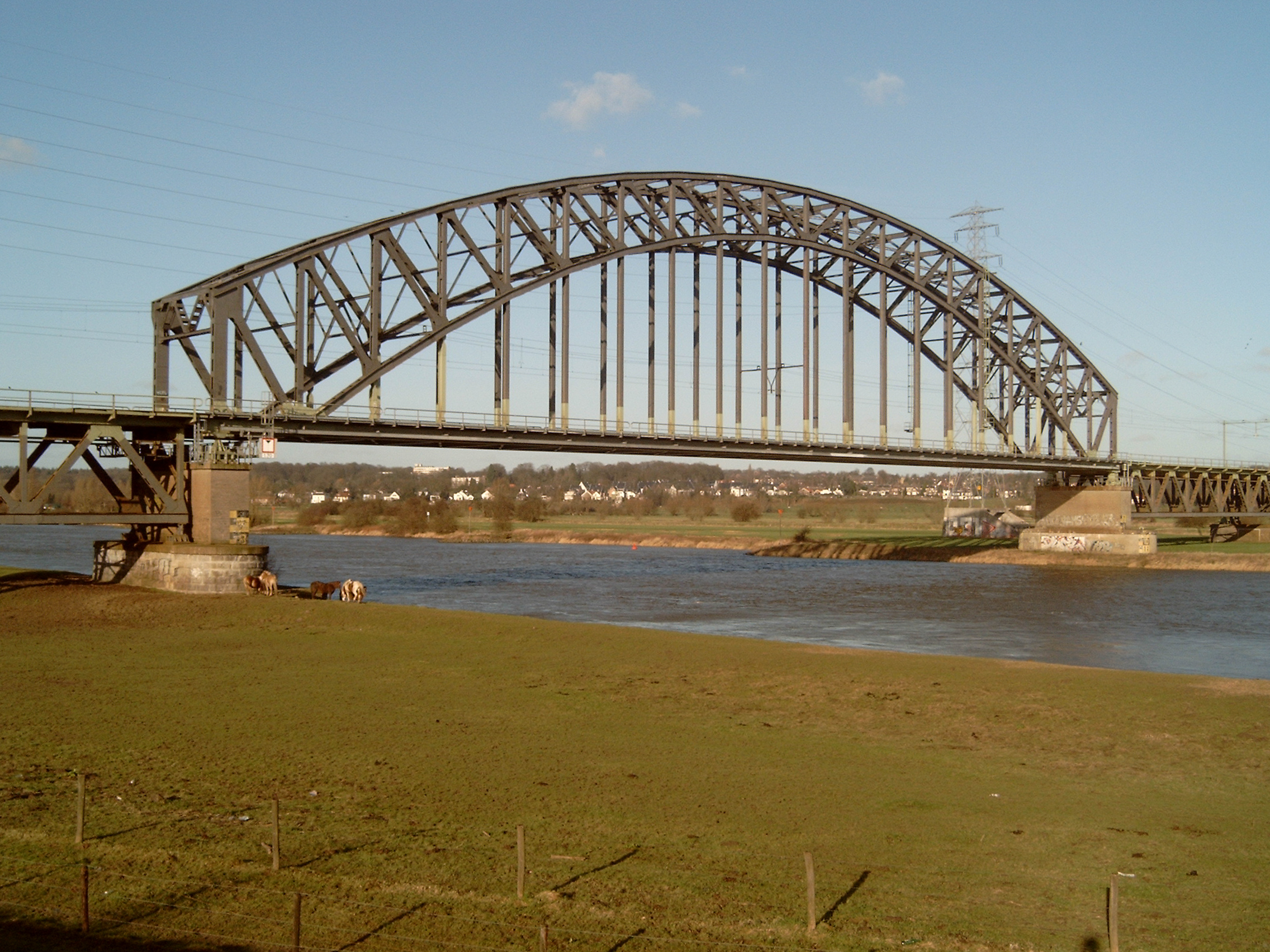
Eisenbahnbrücke bei Arnheim
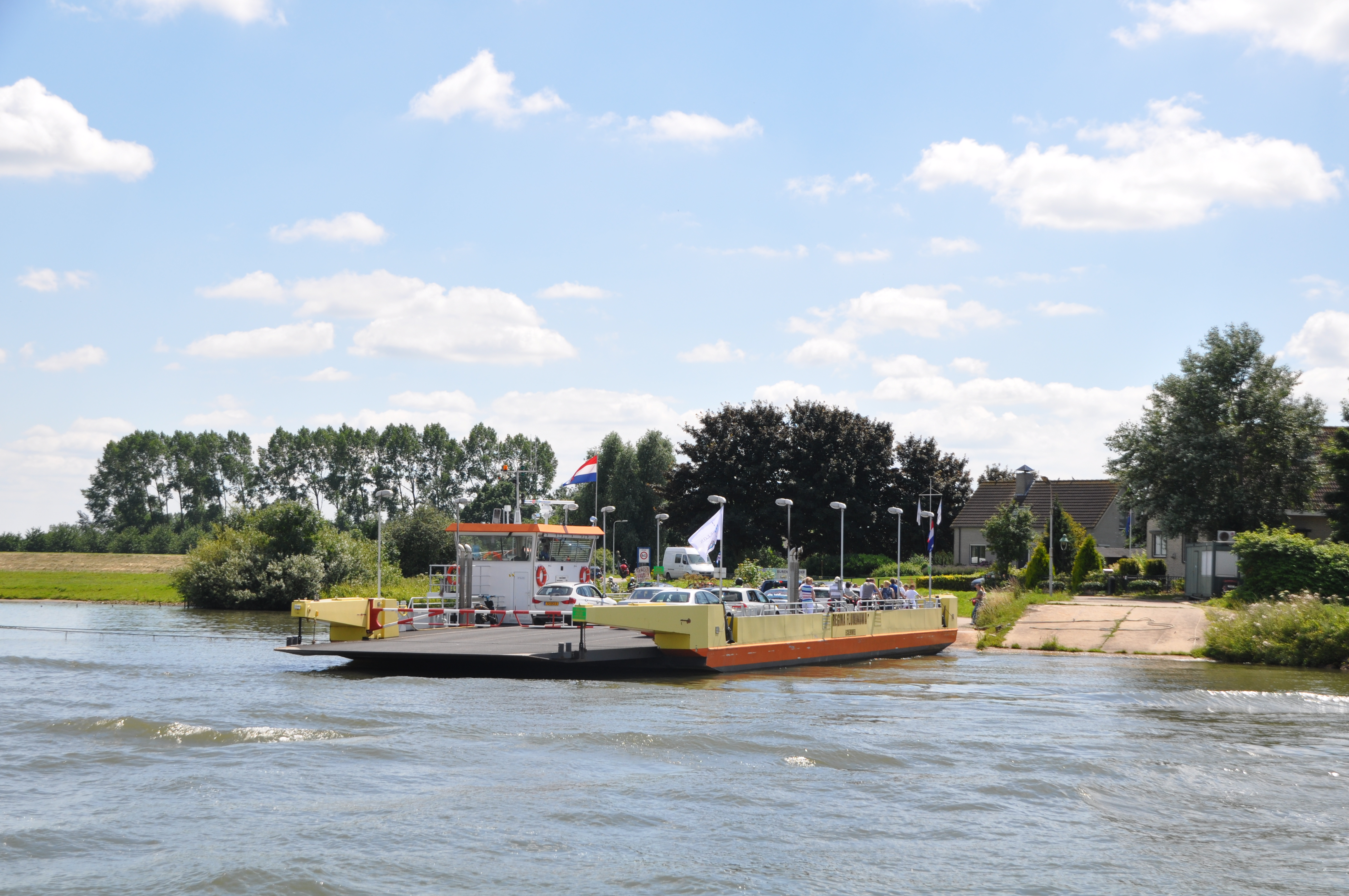
Fähre bei Amerongen